# Three Thousand Years of Longing
Three Thousand Years of Longing (dt. etwa „Dreitausend Jahre Sehnsucht“) ist ein australischer Fantasyfilm von Regisseur George Miller, in dem Idris Elba und Tilda Swinton die Hauptrollen übernahmen. Der Film wurde im Mai 2022 beim 75. Filmfestival von Cannes uraufgeführt und kam am 26. August in die US-amerikanischen und am 1. September 2022 in die deutschen Kinos.

## Handlung
Die Literaturwissenschaftlerin Alithea Binnie ist seit ihrer frühesten Kindheit Einzelgängerin, hatte einst einen imaginären Freund namens Enzo und halluziniert gelegentlich von Fantasiegestalten. Trotz einer gescheiterten Ehe mit ihrem Mann Jack ist sie mit ihrem Leben weitestgehend zufrieden. Als Alithea aufgrund ihrer Begeisterung für Mythen und Märchen einen Vortrag in Istanbul hält, kauft sie sich auf einem türkischen Basar eine kleine Glasflasche als Andenken. In ihrem Hotelzimmer reinigt sie das Souvenir, woraufhin ihr ein riesiger Dschinn erscheint. Im Tausch gegen seine Freiheit will dieser ihr drei Herzenswünsche erfüllen, doch Alithea kennt nur Geschichten über das Wünschen, die auch eine Warnung vor ebendiesem sind. Als sich die Akademikerin wunschlos glücklich zeigt und kein einziges Begehren äußern möchte, erzählt ihr der Dschinn seine Lebensgeschichte und wie er in die Glasflasche kam.
Einst war der Dschinn der Liebhaber der Königin von Saba, bis diese von König Salomo betört wurde. Um seine Liebe nicht zu gefährden, sperrte Salomo den Dschinn in eine Flasche, die von einem Adler ins Rote Meer geworfen wurde. Über 2500 Jahre später wurde die Flasche von Fischern geborgen und gelangte über Umwege in den Besitz der Sklavin Gülten. Gülten befreite den Dschinn und bekam von ihm drei Wünsche gewährt, woraufhin sie sich die Liebe von Prinz Mustafa erbat. In die Königsfamilie aufgestiegen, war Gültens zweiter Wunsch ihre Schwangerschaft, die ihr vom Dschinn erfüllt wurde. Mustafas Vater Süleyman I. war gleichzeitig davon überzeugt, dass sein Sohn ihn stürzen wolle, weshalb der Sultan seinen Sohn von seinen Gefolgsmännern ermorden ließ. Auch Gülten fiel den Racheplänen zum Opfer, noch bevor sie ihren dritten Wunsch äußern und der Dschinn so seine Freiheit erlangen konnte.
So verbrachte der Dschinn die nächsten hundert Jahre in seiner Flasche eingesperrt in Gültens Versteck unter einer Fliese im Badezimmer. Immer wieder versuchte er Menschen auf sich aufmerksam zu machen, doch Murad IV. – ein Junge, der die Schreie des Dschinns hören konnte – wurde schon bald selbst Sultan und zog fort in den Krieg. Murad kehrte Jahre später als blutrünstiger Krieger in den Palast zurück und musste von Geschichtenerzählern bei Laune gehalten werden. Nach dem Tod seines einzigen Freundes wurde Murad alkoholkrank. Er erinnerte sich zwar an das Versteck im Badezimmer aus seiner Jugend, doch war nun zu schwach, den Dschinn zu befreien. Stattdessen bestieg schon bald darauf Murads lüsterner Bruder İbrahim den Thron. Eine seiner Mätressen entdeckte das Versteck im Badezimmer und befreite den Dschinn, wollte aber mit Zauberei nichts zu tun haben und wünschte den Dschinn zurück in dessen Flasche.
Weitere Jahrhunderte später gelangte die Flasche des Dschinns schließlich in den Besitz der jungen Zefir, die gegen ihren Willen mit einem älteren Geschäftsmann verheiratet wurde. Aufgeschlossen und erfinderisch wünschte sich Zefir vom Dschinn zunächst das ganze Wissen der Menschheit und später die Fähigkeit, ihren Verstand erweitern zu können. Der Dschinn selbst verliebte sich über die Zeit in Zefir und wollte ihren dritten Wunsch, der seinen Abschied bedeutet hätte, nicht hören. Aus Unwillen darüber wünschte sich die junge Frau zu vergessen, ihm je begegnet zu sein. Da er sich ihr zu Liebe kurz zuvor selbst in eine Flasche gesperrt hatte, blieb er wiederum etwa zweihundert Jahre gefangen, bis er von Alithea befreit wurde.
Von den Geschichten des Dschinn begeistert, wünscht sich Alithea, dass er ihre Liebe für ihn erwidert. Beide reisen daraufhin zurück in Alitheas Heimat London, wo sich die Literaturwissenschaftlerin an ihrem neuen Weggefährten erfreut, während der Dschinn die moderne Welt kennen lernt. Als Alithea eines Tages nach Hause kommt, findet sie den Dschinn nicht ansprechbar vor; zuvor klagte er bereits darüber, von den Signalen der Umwelt Kopfschmerzen zu haben. Alitheas zweiter Wunsch ist, wieder mit dem Dschinn sprechen zu können, doch sie erkennt schnell, dass er auf Dauer nicht in ihre Welt gehört. So nutzt sie ihren letzten Wunsch dafür, dem Dschinn die Freiheit zu schenken.
Drei Jahre später lebt Alithea wieder allein und hat die Geschichten des Dschinns in einem Buch festgehalten. Der Dschinn kommt sie von Zeit zu Zeit besuchen.

## Entstehungsgeschichte

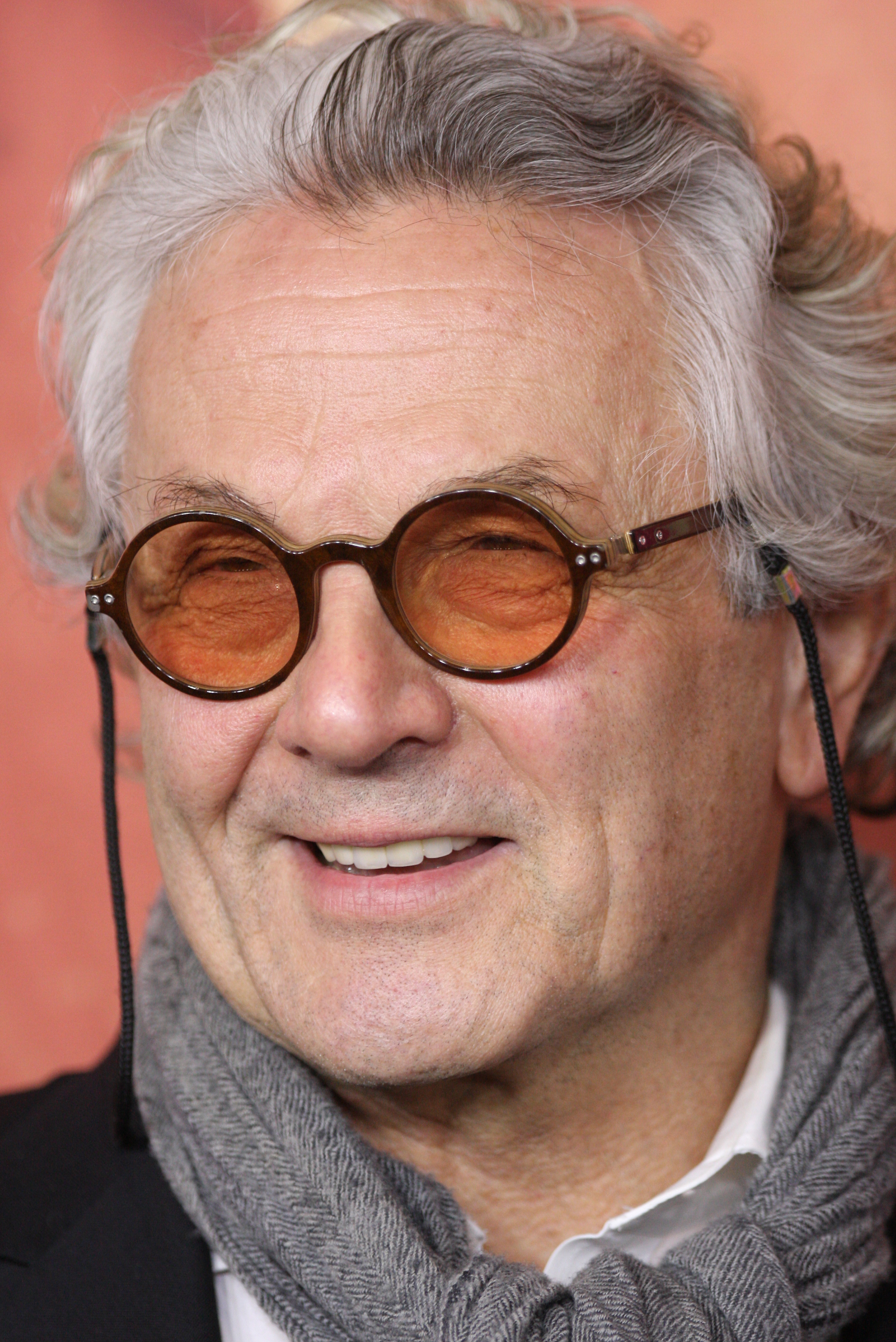
George Miller (2017)

Three Thousand Years of Longing basiert auf der Kurzgeschichte The Djinn in the Nightingale’s Eye (dt. „Der verliebte Dschinn“) der britischen Autorin A.S. Byatt. Der australische Regisseur George Miller verfasste das Drehbuch gemeinsam mit seiner Tochter Augusta Gore. Es ist Millers zehnter Spielfilm und seine erste Regiearbeit seit Mad Max: Fury Road (2015). Er bezeichnete den Film als „Anti-Mad-Max“-Werk. Auch sei Three Thousand Years of Longing dialoglastiger als sein vorangegangener Film, enthalte aber einige Actionszenen. Miller kündigte das Projekt Ende Oktober 2018 an und schob es zwischen die geplante Arbeit an einem Mad-Max-Sequel. Zu dieser Zeit befand er sich in einem Rechtsstreit mit Warner Bros. über nicht erhaltene Bonuszahlungen für Fury-Road.
Die Dreharbeiten sollten ursprünglich an Originalschauplätzen in Istanbul und London stattfinden. Aufgrund der COVID-19-Pandemie und Quarantäne-Auflagen wurde Three Thousand Years of Longing aber erst mehr als zwei Jahre nach Ankündigung des Projekts ab Dezember 2020 komplett in Australien gedreht. Anstatt 20 wurden aufgrund der strikten Hygiene-Bestimmungen 62 Drehtage angesetzt.
Für die Produktion tat sich Miller mit seinem Fury Road-Filmteam zusammen. Neben Produzent Doug Mitchell und dem ursprünglich in den Ruhestand gegangenen Kameramann John Seale wurden auch Editorin Margaret Sixel, Maskenbildnerin Lesley Vanderwalt, Szenenbildnerin Lisa Thompson, Komponist Tom Holkenborg alias „Junkie XL“, Casting-Regisseurin Nikki Barrett, Regieassistent P. J. Voeten, Stuntkoordinator Guy Norris und Prothetik-Experte Sheldon Wade erneut verpflichtet. Zum Filmteam gehörten auch Szenenbildner Roger Ford, mit dem Miller an Ein Schweinchen namens Babe (1995) zusammen gearbeitet hatte, sowie die Kostümbildnerin Kym Barrett und Spezial-Effekte-Künstler Paul Butterworth. Miller soll die Filmcrew als beste gelobt haben, mit der er je zusammengearbeitet habe. Die Produktionskosten wurden mit ca. 60 Mio. US-Dollar (ca. 54,6 Mio. Euro) angegeben.

## Veröffentlichung
Der Kinostart war ursprünglich für September 2021 vorgesehen. Aufgrund der COVID-19-Pandemie kam es zu Verzögerungen der Produktion und der Termin konnte nicht mehr gehalten werden. Einem Bericht des US-amerikanischen Branchendiensts Variety zufolge war eine Premiere bei den 75. Filmfestspielen von Cannes im Mai 2022 fest eingeplant. Tatsächlich wurde der Film ins Festivalprogramm aufgenommen, wo Three Thousand Years of Longing am 20. Mai außer Konkurrenz gezeigt wurde. Miller hatte Mad Max: Fury Road 2015 in Cannes vorgestellt und war ein Jahr später Jurypräsident des Festivals.
Kritiker des amerikanischen Branchendiensts IndieWire zählten Three Thousand Years of Longing zu den 18 am meisten erwarteten Cannes-Beiträgen.
Die Verwertungsrechte in Nordamerika sicherte sich MGM, die eine Kinoveröffentlichung am 26. August 2022 über ihr Tochterunternehmen United Artists realisierten. In Deutschland brachte Leonine den Film am 1. September 2022 in die Kinos.

## Synchronisation
Die deutschsprachige Synchronisation entstand nach einem Dialogbuch und unter der Dialogregie von Jürgen Wilhelm bei den Eclair Studios.
| Rolle              | Darsteller          | Synchronsprecher  |
| ------------------ | ------------------- | ----------------- |
| Dschinn            | Idris Elba          | Oliver Stritzel   |
| Dr. Alithea Binnie | Tilda Swinton       | Traudel Haas      |
| Professor Günhan   | Erdil Yaşaroğlu     | Asad Schwarz      |
| Amina              | Sabrina Dhowre Elba | Elisa Bannat      |
| Clementine         | Melissa Jaffer      | Sonja Deutsch     |
| Fanny              | Anne Charleston     | Margot Rothweiler |
| Semih / Bazzar     | Berk Özturk         | Sascha Werginz    |
| Hotelmitarbeiter   | Agani Geçmez        | Jörg Pintsch      |
| Albert Einstein    | Albert Einstein     | Hans Hohlbein     |

## Rezeption

### Altersfreigabe
In den Vereinigten Staaten erhielt Three Thousand Years of Longing von der MPA aufgrund sexueller Inhalte, Nacktheit und vereinzelter Gewalt ein R-Rating. In Deutschland wurde der Film von der FSK hingegen mit einer Freigabe ab 12 Jahren versehen. In der Freigabebegründung heißt es, in opulenten Bildern und mit vielen phantastischen Elementen und Wendungen erzählt, konzentriere sich die Neuinterpretation des klassischen Märchens auf die Beziehung von Mensch und Dschinn sowie dessen Erzählungen, die auch Darstellungen von Sexualität und Nacktheit sowie Gewalt und Verletzung zeigen. Genretypische Gestaltung und Effekte sowie die historisch-exotischen Schauplätze würden allerdings für zahlreiche Distanzierungsmöglichkeiten sorgen; ebenso biete der erzählerische Fokus auf den Dialog der Hauptfiguren kaum Identifikationsmöglichkeiten für Kinder.

### Kritiken
Three Thousand Years of Longing konnte 71 % der 252 bei Rotten Tomatoes gelisteten Kritiker überzeugen und erhielt dabei eine durchschnittliche Bewertung von 6,5 von 10 Punkten. Als zusammenfassendes Kritikerfazit zieht die Seite, auch wenn die Erzählung selbst nicht sonderlich eindrucksvoll sei, punkte der Film mit seinen Ambitionen und visuellen Bildern. Auf Metacritic erhielt die Verfilmung basierend auf 52 Kritiken einen Metascore von 60 von 100 möglichen Punkten.
Kathleen Hildebrand lobt Three Thousand Years of Longing in ihrer Kritik für die Süddeutsche Zeitung und bezeichnet das „exzentrische Filmmärchen“ als „hochambitionierte Geschichte“ mit Mitteln des Blockbusterkinos. Regisseur George Miller inszeniere eine Mischung aus Märchen, Kulturhistorie und Exzentrik, die im modernen Kino kaum noch vorzufinden sei. Im Zentrum der Geschichte stünden dabei ein von Idris Elba herrlich verkörperter Dschinn und eine von Tilda Swinton mit Perfektion gespielte exzentrisch kluge, aber auch etwas steife Geisteswissenschaftlerin. Für Hildebrand mache es allein schon Spaß, beiden beim Reden zuzusehen, auch wenn teilweise auf Altgriechisch geführte Dialoge das Zielpublikum stark einschränken würden. Für die Erzählungen des Dschinn punkte Miller mit bombastischen, wenn auch ein wenig zu bunten Bildern, in denen das klaustrophobische Gefühl des Dschinns in der Flasche auf den Zuschauer übertragen werden könne. Im vierten Akt mache der Film schließlich eine tonalitäre Wende und biete ein melancholisches Ende. Zwar lasse Three Thousand Years of Longing den Zuschauer zufrieden und „mit einem guten Schuss Sehnsucht“ zurück, doch für Hildebrand wären insgesamt sogar etwas mehr Irrsinn und Dekadenz möglich gewesen.
Auch David Ehrlich von IndieWire zieht ein positives Fazit und hebt insbesondere die anziehende, magische Chemie zwischen den Hauptdarstellern Idris Elba und Tilda Swinton hervor. Elba führe zärtlich eine Studie der Einsamkeit einer mythischen Figur, während sich Swinton als Zuhörerin unvergleichlich gut zwischen Misstrauen und Verständnis bewege. In der minimalistischen Prämisse finde Regisseur George Miller das große Kino, ohne beiden Hauptfiguren etwas ihrer Sensibilität zu nehmen. Dabei zeuge Three Thousand Years of Longing von einer dauerhaften Gelassenheit, mit der die einzelnen Geschichten wehmütig vom Dschinn erzählt seien, aber nie größer als die eigentliche Erzählung werden würden. Der Film thematisiere die Fragen, welchen Einfluss Wissenschaft sowie Technik auf das antike Verständnis von Wundern hätten und ob Geschichten allein ausreichen würden, um im Leben zufrieden zu sein. Als einzige Kritikpunkte führt Ehrlich das teilweise schlechte CGI und die mitunter unpassend wirkenden billigen Lacher in den Erzählungen auf. Trotzdem könne Three Thousand Years of Longing den Zuschauer über die gesamte Laufzeit berühren und ihm aufzeigen, dass auch noch heutzutage etwas aus alten Geschichten gezogen werden könne.
Zu einem durchwachsenen Urteil gelangt Peter Bradshaw vom Guardian, für den sich Three Thousand Years of Longing zwar wie ein persönliches Herzensprojekt von Regisseur George Miller im Stile von Tausendundeine Nacht anfühle, darüber hinaus allerdings nicht wirklich viel für den Zuschauer zu bieten habe. Im Vergleich zu anderen erwachseneren Adaptionen von Byatt-Werken wirke der Film trotz seiner Weltlichkeit und Weisheit fast kindisch; darüber hinaus gebe es nicht einen wichtigen Handlungsstrang. Durch die vielen Dialoge sei Three Thousand Years of Longing statisch und antriebslos, auch wenn Miller immer wieder spektakuläre Flashback-Szenen des Staunens kreiere. Der Film sei letztendlich unschuldig, naiv und altmodisch, aber auch herzlich.
Ann Hornaday von der Washington Post steht Three Thousand Years of Longing kritisch gegenüber und kommt zu dem Schluss, dass die zuvor bewiesene Kunstfertigkeit von Regisseur George Miller diesmal nicht zum Tragen komme. Das Filmprojekt mag auf dem Papier zwar noch gut ausgesehen haben, Wunder und Fantasie mit sexueller Spannung gepaart, dazu mit Idris Elba und Tilda Swinton zwei der charismatischsten Schauspieler. Was jedoch filmisch eine Reise ins Abenteuer sein sollte, entpuppe sich für Hornaday als langweilige, wortreiche Plackerei. Der Film habe zwar einige metaphysische Ambitionen und wolle zärtlich sein, doch die Geschichte sei insgesamt abgehackt und träge. Ebenso sei die gezeigte Inbesitznahme des Dschinns durch Dr. Alithea Binnie politisch problematisch.
Auch Barbara Schweizerhof von epd Film hadert mit den klischeehaften orientalischen Märchenstrukturen, die in erster Linie langweilige Orientfantasien zeigen würden. Die Erzählungen des Dschinns schienen dabei allerdings keinerlei Bedeutung für die Handlung zu haben und selbst die handelnden Figuren nicht zu interessieren. Tilda Swinton verkörpere in der Gegenwart das 50er-Jahre-Klischee einer belesenen Frau, während Idris Elba fast abwesend wirke. Beide Schauspieler hätten keinerlei Chemie miteinander, so Schweizerhof.

### Einspielergebnis
Dem Budget von rund 60 Millionen US-Dollar stehen weltweite Einnahmen aus Kinovorführungen in Höhe von 19,9 Millionen US-Dollar gegenüber, von denen der Film allein 8,3 Millionen im nordamerikanischen Raum einspielen konnte. In Anbetracht der großen Anzahl an Kinos, in denen der Film allein in den Vereinigten Staaten anlief, bezeichnete Variety Three Thousand Years of Longing bereits kurz nach Kinostart als einen der größten Kinoflops des Filmjahres. Als Ursache für die geringen Besucherzahlen wurde neben einer schwachen Werbekampagne auch die fehlende Mundpropaganda durch ein falsches Veröffentlichungsmodell ausgemacht.

### Auszeichnungen
Hollywood Music in Media Awards 2022
- Nominierung für die Beste Filmmusik in einem Fantasyfilm (Junkie XL)[23]